# Afrika
 For alternative betydninger, se Afrika (flertydig). (Se også artikler, som begynder med Afrika)
Afrika er den næststørste verdensdel med et areal på 30,3 millioner km²; det er 20 % af landmasserne på Jorden. Afrika er 8000 km fra nord til syd med ækvator omtrent på midten og med hav hele vejen rundt bortset fra ved Suez-kanalen i Egypten. Klimaet er tropisk omkring ækvator, og subtropisk længst mod nord og syd. Middeltemperaturen er derfor høj over hele kontinentet, men nedbørsmængde og mønster varierer meget fra regnskov til ørkenområder, fra kyst til indland, fra nord til syd. I 2016 blev Afrikas samlede befolkningstal anslået til 1,2 milliarder, dvs. 16 % af verdens befolkning. Vokset til over 1.340.000.000 i 2022.
Verdensdelen har flere stater end noget andet kontinent, med sine 48 kontinentale stater og seks østater.
Kontinentet har været hårdt ramt af krig lige siden europæerne begyndte at kolonisere det.[kilde mangler] En af grundene er den måde europæerne delte koloniområderne. Grænserne blev trukket "med lineal" ved Berlinkonferencen fra 1884 til 1885 uden hensyn til naturlige og traditionelle grænser. I mange tilfælde førte dette til, at hele folk og stammer blev splittet mellem to eller flere lande, og i andre tilfælde førte det til, at to eller flere folk, som i generationer havde ligget i strid med hinanden, havnede i samme land.
Eva-teorien regner med at alle mennesker er efterkommere efter tidlige hominider, som levede i det centrale Østafrika for 7 millioner år siden. De ældste menneskefund er 200.000 år gamle.

## Etymologi
Aprica (latin) for "solrig" eller aphrike (græsk) for "uden kulde" er grundlaget for navnet Afrika. Det blev foreslået af historikeren Leo Africanus (1495-1554), som foreslog at det græske ord phrike (φρίκη), som betyder "koldt og grufuldt" med den benægtende præfiks a-, angav området som et land foruden kulde og rædsel.
Navnet kom gennem videre romerne, som brugte navnet Afrika terra, "landet til afri" (flertal af afer), som beskrivelse af de nordlige dele af kontinentet. Provinsen hed Africa, og hovedsædet var Karthago, som svarer til dagens Tunesien. Efter Romerrigets fald er det blevet navnet på hele kontinentet med de områder europæerne kaldte det "sorteste Afrika", som først blev fuldt udforsket fra 1800-tallet.
Afrierne var en stamme, måske berbere, som holdt til i Nordafrika omkring Karthago. Oprindelsen til ordet Afer kan være fønikske afar (støv), som også findes i de fleste andre semitiske sprog.
Antikkens Afrika lå vest for Egypten, mens "Asien" blev brugt som beskrivelse af Anatolien og landene i øst. Oprindelig havde Egypten og Levanten en slags mellemposition mellem de to områder, men da Egypten blev en del af perserriget, kom det under den løse definition af Asien. En absolut linje mellem de to verdensdele blev draget af geografen Klaudios Ptolemaios (85–165) og gjorde Suez og Det Røde Hav til grænse mellem Asien og Afrika.

## Geografi
Afrika er adskilt fra Europa af Middelhavet. Det hænger sammen med Asien i dets nordøstlige hjørne ved Suezkanalen med en bredde på 130 km. Derfor bliver Sinai-halvøen, som hører til Egypten, ofte geopolitisk regnet til Afrika. Fra det nordligste punkt Kap Blanc (Ra's al Abyad) i Tunesien (37°21′ N) til det sydligste Kap Agulhas i Sydafrika (34°51′15″ S), er der omkring 8000 km. Fra det vestligste punkt Kap Verde (17°33′22″ V) til Ras Hafun i Somalia (51°27′52″ Ø) er der omkring 7400 km. Kystlinjen er 26.000 km lang, og manglen på dybe indskæringer af kysten illustreres ved at Europa, som dækker et areal som er en tredjedel af Afrikas, har en kystlinje på 32.000 km.
Afrikas største land er Algeriet og det mindste land er Seychellerne, en øgruppe ud for østkysten af kontinentet. Den mindste nation på fastlandet er Gambia.
Klimaet er dels
- tropisk, det vil i følge Köppens klimaklassifikation sige et ikke-tørt klima hvor alle 12 måneder i året har en middeltemperatur som overstiger 18 °C dels
- subtropisk (varmt, med høj luftfugtighed og meget regn) længst i nord og syd

Det højeste bjerg i Afrika er Kilimanjaro i Tanzania på 5895 m.o.h, og den største indsø er Victoriasøen i Uganda, Tanzania og Kenya på ca. 68.800 km².

## Historie
Ifølge evolutionsteorien er Afrika menneskehedens vugge, da arten menneske stammer fra dette kontinent. I løbet af midten af det 20. århundrede opdagede antropologer mange fossiler og beviser på at der var mennesker for syv millioner år siden. Fossilrester af flere arter af tidlige abelignende mennesker som er antaget at have udviklet sig til dagens mennesker, som Australopithecus afarensis (dateret til ca. 3,9 til 3 millioner f.Kr., Paranthropus boisei (ca 2,3-1,4 million f.Kr.) og Homo ergaster (ca 600 000-1,9 million f.Kr.) er blevet opdaget.
Ishango-benet fra omkring 25.000 år siden viser mærker, som er matematiske symboler. Gennem menneskehedens oldtid, havde Afrika (som alle andre kontinenter) ingen nationalstater og var i stedet befolket af grupper af jæger og samlere som khoisan
.

### Tidlige civilisationer og handel
Omkring 3300 f.Kr. åbner de historiske nedtegnelser i Afrika med opkomsten af skrivefærdigheden i den farao-styrede civilisation i Egypten som fortsatte med varierende grad af indflydelse over andre områder frem til 343 f.Kr. Vigtige civilisationer i forskellige tider inkluderer Kartago, kongedømmet Aksum, de nubiske kongedømmer, imperierne til Sahel (Kanem-Bornu, Ghana, Mali og Songhai), Great Zimbabwe og Congo.
Bortset fra Nildalen var Sahara-ørkenen en næsten ugennemtrængelig barriere mellem nord og syd, før kamelen. Dette dyr blev først bragt til Egypten af perserne efter 525 f.Kr., selv om det ikke blev almindelig nok med store flokke i Nordafrika til at etablere trans-saharisk handel før det 8. århundrede. Sahanja–berbere var de første som udnyttede dette, og efter at islam spredte sig, fulgte en stabil handel i værdifulde metal, elfenben, salt og slaver mellem de muslimske stater i Maghreb og de saheliske kongedømmer.
Afrika før kolonitiden havde 10.000 forskellige stater og politiske enheder karakteriseret af forskellige politiske organisationer og styre. Disse inkluderede familiegrupper af jægere og samlere som san-folket i det sydlige Afrika, større, mere strukturerede grupper som familieklanerne til bantu-sprogede mennesker i det centrale og sydlige Afrika og tungt strukturerede grupper på Afrikas Horn, de saheliske kongedømmer og autonome bystater som swahili-folkets handelsbyer langs kysten af det østlige Afrika, hvis handelsnetværk strakte sig så langt som til Kina.
I 1482 etablerede portugiserne de første af mange handelsstationer langs Guineakysten ved Elmina. De vigtigste varer var slaver, guld, elfenben og krydderi. Den europæiske opdagelse af Amerika i 1492 blev fulgt af stor udvikling i slavehandel som før portugisernes tid, havde været næsten eksklusivt ført over land og aldrig blev begrænset til et kontinent.
Slaveri begyndte at fases ud i Europa og Amerika tidligt i det 19. århundrede, noget som førte til en dramatisk ændring i økonomien til kyststater som Dahomey og Ashante.

### Udforskning
I midten af det 19. århundrede begyndte europæiske og særligt britiske rejsende at udforske hjertet af kontinentet og åbne området for handel, minedrift og anden kommerciel udvinding. Dertil kom et ønske om at omvende indbyggerne til kristendom. Det centrale område i Afrika var stort set ukendt af europæerne. David Livingstone udforskede kontinentet mellem 1852 og hans død i 1873, og han blev den første europæer som så Victoria Falls. Et hovedmål var at lokalisere kilden for Nilen. Ekspeditioner af Burton og Speke (1857–1858) og Speke og Grant (1863) lokaliserede Tanganyikasøen og Victoriasøen. Denne viste sig at være Nilens kilde. Med nye ekspeditioner af Baker og Stanley var Afrika godt udforsket i slutningen af århundredet og dette banede vej for koloniseringen.

### Kolonialisme og "kapløbet om Afrika"
Sent i det 19. århundrede satte de europæiske imperielle magter gang i et betydelig "kapløb om Afrika" og besatte næsten hele kontinentet, skabte mange koloniale nationalstater og efterlod kun to uafhængige nationer: Liberia, den farvede amerikanske koloni, og det ortodokse kristne Abyssinien (Etiopien). Denne kolonielle besættelse fortsatte til efter afslutningen af 2. verdenskrig, da alle kolonistaterne gradvis skaffede sig uafhængighed.
Kolonialisme havde en destabiliserende effekt på etniske grupper i afrikansk politik. Før den europæiske indflydelse var nationalgrænser ikke til stor bekymring, da afrikanerne normalt fulgte den praksis, at en gruppes territorium var flydende med dens militære indflydelse og handelsindflydelsen. Europæernes insisteren på at trække grænser for at isolere dem fra andre kolonimagter havde ofte den effekt, at de delte politiske grupperinger eller tvang traditionelle fjender til at leve side om side. Selv om Congofloden ser ud til at være en naturlig geografisk grænse, var der grupper som ellers delte sprog, kultur eller andre ligheder og som boede på begge sider. Delingen af landet mellem Belgien og Frankrig langs floden isolerede disse grupper fra hinanden. De, som boede i saharisk eller subsaharisk Afrika og handlede på tværs af kontinentet i århundreder, krydsede grænser som kun eksisterede på europæiske kort.
I nationer, som havde betydelige europæiske befolkninger som Rhodesia og Sydafrika, blev andenrangs borgerskab ofte indført for at give europæere politisk magt, som gik langt ud over deres antal. I fristaten Congo, som var kong Leopold 2.'s personlige ejendom, blev den indfødte befolkning underlagt umenneskelig behandling med tvangsarbejde. Men linjerne blev ikke altid trukket på tværs af racer. I Liberia havde efterkommerne af amerikanske slaver et politisk system i over 100 år, som gav eksslaver og indfødte i området omtrent lige lovgivende magt til trods for at eksslaverne kun var 10% af befolkningen. Inspirationen for dette system var USA's senat.
Europæerne forandrede ofte magtbalancen, skabte etniske skel, hvor der ikke havde været nogen, og introducerede en skadelig klassedeling for de indfødte indbyggere i de kontrollerede områder. I det, som nu er Rwanda og Burundi, havde to etniske grupper hutuer og tutsier én kultur, inden tyske kolonister tog kontrol over regionen i det 19. århundrede. De var ikke længere delt af etnicitet på grund af ægteskab på tværs af grupperne og sammenblandingen af kulturel praksis havde over århundreder fjernet synlige kulturelle skillelinjer. Efter at territoriet blev givet til Belgien efter 1. verdenskrig, indførte de racekategorisering, da racebaseret kategorisering og filosofi var en del af den europæiske kultur. Begrebet hutu henviste oprindelig til nordøstlige kvægbaserede stammer som havde migreret ind i regionen senere. Nu blev det en økonomisk klasse. Individer som ejede omkring ti eller flere stykker kvæg blev regnet som tutsi, og dem med færre blev regnet som hutu, uden tanke for ophav. Det var en tommelfingerregel, og en kunne gå fra at være hutu til tutsi og omvendt.
Belgierne introducerede et racesystem. De, som europæerne kunne lide med lysere hud, den rette højde, smalle næser osv., fik magt blandt de koloniserede folk. Belgierne besluttede at disse træk var mere ideelt hamitiske, og videre mere ideelt europæiske og tilhørte de folk, som var nærmest tutsi i ophav. De uddelte identificeringskort baseret på denne filosofi. De, som var nærmest idealet, blev proklameret tutsi; og de som var forskellige fra idealet blev proklameret hutu.

### Afrika efter kolonitiden
I dag har Afrika 53 uafhængige stater, som stort set passer med grænserne fra den europæisk kolonialisme.
Siden kolonitiden har afrikanske stater jævnlig været ramt af ustabilitet, korruption, voldeligheder og magtbrynde. Det store flertal af afrikanske nationer er republikker som opererer under en eller anden form for præsidentsystem i styret. Få nationer i Afrika har klaret at opretholde demokratiske styreset, og mange har i stedet gået gennem en serie brutale statskup og militære diktatur. Et antal afrikanske politiske ledere var militære generaler som var dårlig uddannet og ignorante på styresager. Stor ustabilitet var derimod resultatet af marginaliseringen af andre etniske grupper under disse ledere. Mange politikere brugte magtpositionen til at udløse etniske konflikter som havde blevet forstærket, eller til og med skabt, gennem kolonistyret. I mange lande blev militæret set på som den eneste gruppe som effektivt kunne opretholde ro og orden, og der herskede mange nationer i Afrika i 1970'erne og tidligt 80'erne. I perioden fra slutningen af 1960'erne havde Afrika mere end 70 kup og 13 attentater på præsidenter.
Konflikter i den kolde krig mellem USA og Sovjetunionen, i tillæg til politikken til IMF, spillede også en rolle på ustabiliteten. Da et land blev uafhængig for første gang, blev det ofte forventet at det skulle slutte sig til en af supermagterne. Mange lande i Nordafrika fik sovjetisk militærstøtte, mens mange i det centrale og sydlige Afrika var støttet af USA, Frankrig eller begge. 1970'erne så en eskalering eftersom nye uafhængige Angola og Mocambique sluttede sig til Sovjetunionen og vesten og Sydafrika forsøgte at begrænse sovjetisk indflydelse. Grænsedisputter og territorielle disputter var også almindelige, da de europæiske grænser til mange nationer blev udfordret gennem bevæbnede konflikter.

## Politik
Styresmagtens mislykkede politik og politisk korruption har resulteret i mange udstrakte hungersnøde, og betydelige dele af Afrika har fortsat distributionssystemer som ikke er i stand til at levere nok mad eller vand ud så at befolkningen kan overleve. Det som før kolonialismen havde været kilden for 90% af verdens guld, blev det fattigste kontinent i verden. Dets tidligere rigdomme kom andre kontinenter til gode. Spredningen af sygdomme hærger også, særligt spredningen af humant immundefektvirus (hiv) og den tilhørende aids som er blevet en dødelig epidemi på kontinentet. Til trods for talrige vanskeligheder, har der været tegn til at kontinentet kan have håb for fremtiden. Demokratiske styreset ser ud til at være i færd med at sprede sig, selv om de fortsat ikke er i flertal. National Geographic hævder at 13 afrikanske nationer kan regnes som virkelig demokratiske. I tillæg har mange nationer anerkendt grundlæggende menneskerettigheder for alle borgere, selv om de i praksis ikke altid bliver anerkendt, og har oprettet rimelig uafhængige domstole.
Der er klare tegn til øgende netværk blandt de afrikanske organisationer og stater. I borgerkrigen i den Demokratiske Republik Congo (tidligere Zaire), blev et halvt dusin afrikanske nabolande involveret frem for intervention fra rige, ikke-afrikanske lande (se også den anden krig i Congo). Siden konflikten begyndte i 1998, har de beregnede tallene for antal omkomne nået 3,5 millioner. Dette kan spille en lignende rolle som 2. verdenskrig for Europa, hvor folkene i nabolandene efter krigen bestemte sig for at integrere sine samfund i en sådan måde at krig mellem dem blev lige utænkelig som krig mellem for eksempel Frankrig og Tyskland ville være i dag. Politiske organ som den afrikanske union giver også håb om større samarbejde og fred mellem kontinentets mange lande. Udstrakte brud på menneskerettighederne foregår i flere dele af Afrika, ofte under overopsyn af staten. De fleste af disse brud sker af politiske årsager, ofte som et resultat af borgerkrig. Lande hvor betydelige menneskerettighedsbrud er blevet rapporteret nyligt inkluderer den Demokratiske Republikken Congo, Sierra Leone, Liberia, Sudan og Elfenbenskysten.

## Økonomi
Afrika er verdens fattigst beboede kontinent, hovedsagelig på grund af kolonialismen og dets resulterende korrupte regeringer og despotisme. Ifølge FNs udviklingsrapport i 2003, var verdens 25 mindst udviklede nationer (nr 151 til 175) alle afrikanske.
Mens hurtig vækst i Kina, og nu Indien, og moderat vækst i Latinamerika, har løftet millioner over marginale livsvilkår, er Afrika gået tilbage med hensyn til handel, investeringer og indtægt pr. indbygger. Denne fattigdom har udstrakte effekter, inkluderet lavere forventet levealder, vold og ustabilitet, faktorer som er sammenbundet med kontinentets fattigdom.
Nogen områder, særligt Botswana og Sydafrika, har oplevet økonomisk succes, inkluderet åbningen af børs. Dette er hovedsagelig på grund af deres naturressourcer da de er verdens ledende producenter af både guld og diamanter, og delvis på grund af deres velfungerende retsvæsen. Sydafrika har også adgang til finansiel kapital, talrige markeder og dygtige arbejdere. Årtier med apartheid efterlod sig både en arv af social ulighed og racisme, men også en meget stor og veluddannet hvid befolkning og en infrastruktur i store dele af landet på linje med den vestlige verden. Andre afrikanske lande gør lignende fremskridt, som Ghana, mens atter andre som f.eks. Egypten, har en længere historie af kommerciel og økonomisk succes.
Nigeria sidder på en af de største oliereserver i verden og har den højeste befolkningsvækst blandt nationerne i Afrika med en af de hurtigst voksende økonomier i verden.
Fra 1995 til 2005 fik økonomisk vækst tag med et gennemsnit på 4,5 % i 2005. Men nogen lande oplever meget højere vækst (over 10 %), særligt Angola, Sudan og Ækvatorialguinea som alle tre for nylig er begyndt at udvinde sine oliereserver.

## Demografi
Afrikanerne kan grupperes efter om de lever nord eller syd for Sahara henholdsvis nordafrikanere og subsahariske afrikanere. Afroasiatisk sprogede folkeslag dominerer i Nordafrika, mens Afrika syd for Sahara er domineret af et antal befolkninger grupperet efter deres sprog: Niger-Congo i Vestafrika, nilosaharisk på det østlige højland og khoisan i syd.
Bantusprogede (del af Niger-Congo familien) tilhører majoriteten i det sydlige, centrale og østlige fastland i Afrika. Men der er også flere nilogrupper i Østafrika og nogen få oprindelige khoisan (san eller buskmænd) og pygmæfolkeslag i henholdsvis det sydlige og centrale Afrika. Bantusprogede afrikanere dominerer også i Gabon og Ekvatorial Guinea og findes i dele af det sydlige Cameroun og sydlige SomaliaSomalia. I Kalahari-ørkenen i det sydlige Afrika, har folkeslag kendt som buskmænd ("san" som er tæt i slægt med, men forskellige fra, "hottentotter") længe været til stede. San er fysisk forskellige fra andre afrikanere og er det oprindelige folkeslag i det sydlige Afrika. Pygmæer er det oprindelige folkeslag i det centrale Afrika før bantumigrationen.
Folkeslagene i Nordafrika består af to hovedgrupper, berbere og arabisk-sprogede folkeslag i vest og egyptere i øst. Araberne som ankom i det 7. århundrede introducerede arabisk sprog og islam til Nordafrika. De semittiske fønikere, de europæiske grækere, romere og vandaler slog sig også ned i Nordafrika. Berberne udgør majoriteten i Marokko, mens de er en betydelig minoritet i Algeriet. De er også i Tunesien og Libyen. Tuareg og andre ofte nomadiske folkeslag er de primære indbyggere i det sahariske indre af Nordafrika. Nubierne er en nilosaharisk–sproget gruppe (selv om mange også taler arabisk) som udviklede en antik civilisation i nordøstafrika.
I løbet af det sidste århundrede har små, men økonomisk vigtige kolonier af libanesere og oversøiske kinesere også udviklet sig i de større kystbyer i henholdsvis Vest og Østafrika.
Nogen etiopiske og eritreiske grupper (som amhara og tigrayere, kollektivt kendt som "habesha") som taler semitiske sprog og er efterkommere af de sabaerne, som krydsede Rødehavet fra Sydarabien (Yemen) for mange århundreder siden. Oromo og somalierne taler kushittiske sprog, mens de fleste somaliske klaner også kan spores tilbage til arabisk ophav. Sudan og Mauretanien er delt mellem en hovedsagelig arabiseret nord og en indfødt afrikansk syd (selv om "araberne" i Sudan også har en klart dominerende afrikansk ophav). Nogen områder i Østafrika særligt øen Zanzibar og den kenyanske ø Lamu fik arabiske muslimer og bosættere og handelsmænd fra Sydvestasien i middelalderen og i antikken.
Fra begyndelsen af det 16. århundrede begyndte europæere som portugisere og hollænderne at etablere handelsstationer og fæstninger langs kysterne af det vestlige og sydlige Afrika. Senere slog mange hollændere suppleret af franske hugenotter og tyskere sig ned i det som i dag er Sydafrika. Deres efterkommere, boere, og de farvede, er den største gruppe med europæisk ophav i dagens Afrika. I det 19. århundrede førte en ny fase af kolonisering et stort antal franske og britiske bosættere til Afrika. Portugiserne slog sig hovedsagelig ned i Angola, men også i Mocambique. Franskmændene slog sig især i Algeriet, hvor de blev kendt som pied-noirer, og i mindre skala i andre dele af Nord- og Vestafrika samt til Madagaskar. Briterne slog sig hovedsagelig ned i Sydafrika i tillæg til kolonien Rhodesia og i højlandene i det som nu er Kenya. Tyskerne slog sig ned i det som nu er Tanzania og Namibia, og der er en befolkning af tysksprogede hvide namibiere. Nogle europæiske soldater, forretningsfolk og embedsmænd etablerede sig også i administrative centre som Nairobi og Dakar. Afkoloniseringen i løbet af 1960'erne resulterede ofte i massemigration af bosættere af europæisk ophav ud af Afrika, særligt fra Algeriet, Angola, Kenya og Rhodesia (nu Zimbabwe). Men i Sydafrika og Namibia har den hvide minoritet forblevet politisk dominerende efter uafhængigheden fra Europa, og en betydelig befolkning af hvide afrikanere forbliver i disse to lande selv efter demokratiet til slut blev indført i slutningen af den kolde krig. Sydafrika er også blevet det foretrukne mål for hvide anglo-zimbabwere og af migranter fra hele det sydlige Afrika.
Europæisk kolonisering førte også betydelige grupper af asiater med sig, særligt mennesker fra det indiske subkontinent, til britiske kolonier. Store indiske samfund findes i Sydafrika, og mindre samfund er til stede i Kenya, Tanzania og nogen andre sydlige og østlige afrikanske lande. Det store indiske samfund i Uganda blev udvist af diktatoren Idi Amin i 1972, men nogen er senere vendt tilbage. Øerne i Det Indiske Ocean er også befolket hovedsagelig af mennesker af asiatisk ophav, ofte blandet med afrikanere og europæere. Malagsy-folket på Madagaskar er et malayer-folk, men de som bor langs kysten er generelt blandet med bantu, arabisk, indisk og europæisk ophav. Malayisk og indisk ophav er også vigtige komponenter i gruppen af folk kendt i Sydafrika som Cape-farvede, mennesker med ophav i to eller flere racer og kontinenter.

## Sprog
Efter de fleste overslag indeholder Afrika mere end tusind sprog. Der er fire betydelige sprogfamilier som er indfødte i Afrika.
- De afroasiatiske sprog er en sprogfamilie med omkring 240 sprog og 285 millioner mennesker i Østafrika, Nordafrika, Sahel og Sydvestafrika.
- Den nilosahariske sprogfamilie består af mere end hundrede sprog, som bliver talt af 30 millioner mennesker. Nilo-sahariske sprog bliver hovedsagelig talt i Tchad, Etiopien, Kenya, Sudan, Uganda og det nordlige Tanzania.
- Niger-Congo-sprogfamilien dækker meget af det subsahariske Afrika og er anslået den største sprogfamilie i verden i antal forskellige sprog. Et betydelig antal af dem er bantusprog, som tales i meget af det subsahariske Afrika.
- Khoisan-sprogene består af omkring 50 sprog, som tales i det sydlige Afrika af omkring 120.000 mennesker. Mange af Khoisan-sprogene er truede. Khoi og san-folkene er regnet som de oprindelige indbyggere af denne del af Afrika.

Med nogen få undtagelser i Østafrika, har næsten alle afrikanske lande adopteret officielle sprog som har sin oprindelse udenfor kontinentet og som er blevet spredt gennem kolonialisme eller menneskelig migration. I talrige lande bliver engelsk og fransk brugt til offentlig kommunikation som styresmagt, handelsstand, uddannelse og media. Arabisk, portugisisk, afrikaans og gassisk er andre eksempler på oprindelig ikke-afrikanske sprog som bliver brugt af millioner af afrikanere i dag, både i det offentlige og private rum.

## Kultur
Afrika har et antal overlappende kulturer. Den mest konventionelle forskel er det mellem subsaharisk Afrika og de nordlige lande fra Egypten til Marokko som stort set associerer sig med arabisk kultur. I denne sammenligning regnes nationerne syd for Sahara at bestå af mange kulturelle områder, eksempelvis den bantu sprogede gruppe.
Der kan også ses forskelle mellem fransk Afrika og resten af Afrika, eksempelvis de tidligere britiske kolonier i det sydlige og østlige Afrika. En anden kulturel skillelinje er den mellem afrikanere som lever traditionel livsstil og de som grundlæggende set er moderne. Traditionalisterne er nogen gange inddelt i pastoralister og agrikulturelle.
Afrikansk kunst reflekterer forskelligheden i afrikanske kulturer. Den ældste eksisterende kunst er 6000 år gamle udskæringer fundet i Niger. Keopspyramiden i Egypten var verdens højeste arkitektoniske bedrift i 4000 år før Eiffeltårnet blev bygget. Det etiopiske kompleks af monolittiske kirker ved Lalibela, hvor St Georges kirke er et eksempel, regnes som en anden ingeniørbrag.
De senere år har afrikansk filosofi fået større opmærksomhed som en egentlig filosofisk tradition.

### Musik
Afrikas musik er en af de mest dynamiske kunstformer. Egypten har længe været et kulturelt fokuspunkt i den arabiske verden, mens mindet om rytmerne i subsaharisk Afrika, særligt Vestafrika, blev overført gennem den atlantiske slavehandel til moderne samba, blues, jazz, reggae, rap og rock and roll. Kontinentets moderne musik inkluderer den meget komplekse korsang i det sydlige Afrika og danserytmerne til soukous, domineret af musikken i den Demokratiske Republik Congo. En nylig udvikling i det 21. århundrede er opkomsten af afrikansk hip hop. En form fra Senegal er blandet med traditionel mbalax. I Sydafrika har en form for musik som house kendt under navnet kwaito udviklet sig, og landet har været hjemlandet for sin egen form for sydafrikansk jazz en stund, mens afrikaans-musik er en helt egen form og består hovedsagelig af traditionel boere musiek og former for folkemusik og rock.
Indfødte musik og dansetraditioner i Afrika opretholdes af mundtlige traditioner, og de er forskellige fra musik og dansestil i Nordafrika og det sydlige Afrika. Arabisk indflydelse er synlig i musikken og dansen i nord og i det sydlige Afrika er vestlig indflydelse tydelig på grund af kolonialisme.
Mange afrikanske sprog er tonesprog hvor toneleje bestemmer betydningen. Dette udtrykkes i afrikanske musiske melodier og rytmer. Mange forskellige musikinstrumenter bliver brugt som trommer (mest udbredt), bjæller, bue, lut, fløjte og trompet.
Afrikanske danse er en vigtig tilstand af kommunikation, og danserne bruger gæster, masker, kostumer, kropsmaling og et antal visuelle genstande. De grundlæggende bevægelser er nogen gange enkle og lægger vægt på kun overkroppen eller maveregionen eller fødderne. Sådanne bevægelser er nogen gange komplekse og involverer koordination af forskellige kropsdele. Dansere udfører dansen nogen gange alene eller i små grupper på to eller tre personer. Danse med mange udøvere udføres også med forskellige formationer, som lineære, sirkulære, bugtende og så videre.
Med urbanisering og modernisering viser moderne afrikansk dans og musik indflydelse som er assimileret fra flere andre kulturer.

## Religion
Afrikanerne har mange forskellige religiøse trossystemer, hvor kristendom og islam er de mest udbredte. Omkring 46,3 % af alle afrikanere er kristne og 40,5 % er muslimer. Omkring 11,8 % af afrikanerne følger oprindelige afrikanske religioner. Et lille antal afrikanere er hinduer eller har jødisk trostradition, som beta Israel og lemba-stammerne.
De indfødte afrikanske religioner har en tendens til at dreje omkring animisme og forfædredyrkelse. Et almindelig emne i traditionel trossystemer var delingen af den spirituelle verden i en "hjælpsom" og en "skadende" del. Hjælpsomme ånder regnes almindeligvis at inkludere forfædres ånder som hjælper deres efterkommere og mægtige ånder som beskytter hele samfund fra naturkatastrofer eller angreb fra fjender, mens skadelige ånder inkluderer sjælene til mordofre som blev begravet uden de korrekte begravelsesregler og ånder brugt af fjendtlige medium til at skabe sygdom blandt deres fjender. Mens effekten af disse tidlige former for dyrkning fortsætter at have grundlæggende indflydelse, har trossystemerne udviklet sig eftersom de møder andre religioner.
Dannelsen af det gamle rige i Egypten i det tredje milleni f.Kr. markerede det første kendte komplekse religiøse system på kontinentet. Omkring det 9. århundrede f.Kr. blev Karthago grundlagt i dagens Tunesien af fønikerne, og blev et betydelig kosmopolitisk center hvor guddomme fra nabolandene Egypten, Rom og etruskernes bystater blev tilbedt.
Den etiopisk-ortodokse kirke og den eritreisk-ortodokse kirke dateres officielt til det 4. århundrede og er dermed en af de først etablerede kristne kirker i verden. I begyndelsen gjorde ortodokse fremskridt i dagens Sudan og andre regioner i nabolaget. Men efter at islam blev spredt, var væksten begrænset til højlandene.
Islam gik ind i Afrika da muslimerne erobrede Nordafrika mellem 640 og 710 og det startede med Egypten. De etablerede Mogadishu, Melinde, Mombasa, Kilwa og Sofala da de fulgte søhandelsvejene ned langs kysten af Østafrika og spredte sig gennem Saharaørkenen ind i det indre af Afrika da religionen fulgte i fodsporene til muslimske handelsmænd. Muslimerne var også blandt de asiatiske mennesker som senere slog sig ned i det britisk-styrede Afrika.
Mange afrikanere blev konverteret til vesteuropæisk form for kristendom i kolonitiden. I de sidste ti år af det 20. århundrede, har forskellige sekter af karismatisk kristendom vokset hurtigt. Et antal romersk-katolske afrikanske biskopper var til og med nævnt som mulige pavekandidater i 2005. Afrikanske kristne ser ud til at være mere socialt konservative end deres trosfæller i store dele af den industrialiserede verden, noget som ganske nyligt har ført til spænding indenfor retninger som anglikanske kirker og metodistkirke.
De afrikanske initierede kirker har oplevet en betydelig vækst i de 20. og 21. århundreder.

## Geografiske områder
| Nation med flag                            | Areal (km²) | Befolkning (anslået 1. juli 2002) | Befolknings- tæthed (pr. km²) | Hovedstad                         |
| ------------------------------------------ | ----------- | --------------------------------- | ----------------------------- | --------------------------------- |
| Nordafrika:                                |             |                                   |                               |                                   |
| Algeriet                                   | 2.381.740   | 32.277.942                        | 13,6                          | Algier                            |
| Egypten                                    | 1.001.450   | 70.712.345                        | 70,6                          | Kairo                             |
| Libyen                                     | 1.759.540   | 5.368.585                         | 3,1                           | Tripoli                           |
| Marokko                                    | 446.550     | 31.167.783                        | 69,8                          | Rabat                             |
| Sudan                                      | 1.886.068   | 37.090.298(?)                     | 14,8(?)                       | Khartoum                          |
| Sydsudan                                   | 619.745     | Etableret 9-7-2011                | (?)                           | Juba                              |
| Tunesien                                   | 163.610     | 10.102.000                        | 61,7                          | Tunis                             |
| Vestsahara (besat af Marokko)              | 266.000     | 256.177                           | 1,0                           | Laayoune                          |
| Centralafrika:                             |             |                                   |                               |                                   |
| Angola                                     | 1.246.700   | 10.593.171                        | 8,5                           | Luanda                            |
| Ækvatorialguinea                           | 28.051      | 498.144                           | 17,8                          | Malabo                            |
| Gabon                                      | 267.667     | 1.233.353                         | 4,6                           | Libreville                        |
| Cameroun                                   | 475.440     | 16.184.748                        | 34,0                          | Yaoundé                           |
| Demokratiske Republik Congo                | 2.345.410   | 55.225.478                        | 23,5                          | Kinshasa                          |
| Congo                                      | 342.000     | 2.958.448                         | 8,7                           | Brazzaville                       |
| São Tomé og Príncipe                       | 1001        | 170.372                           | 170,2                         | São Tomé                          |
| Centralafrikanske Republik                 | 622.984     | 3.642.739                         | 5,8                           | Bangui                            |
| Tchad                                      | 1.284.000   | 8.997.237                         | 7,0                           | N'Djamena                         |
| Sydlige Afrika:                            |             |                                   |                               |                                   |
| Botswana                                   | 600.370     | 1.591.232                         | 2,7                           | Gaborone                          |
| Lesotho                                    | 30.355      | 2.207.954                         | 72,7                          | Maseru                            |
| Malawi                                     | 118.480     | 10.701.824                        | 90,3                          | Lilongwe                          |
| Mozambique                                 | 801.590     | 19.607.519                        | 24,5                          | Maputo                            |
| Namibia                                    | 825.418     | 1.820.916                         | 2,2                           | Windhoek                          |
| Eswatini                                   | 17.363      | 1.123.605                         | 64,7                          | Mbabane                           |
| Sydafrika                                  | 1.219.912   | 43.647.658                        | 35,8                          | Bloemfontein, Cape Town, Pretoria |
| Zambia                                     | 752.614     | 9.959.037                         | 13,2                          | Lusaka                            |
| Zimbabwe                                   | 390.580     | 11.376.676                        | 29,1                          | Harare                            |
| Vestafrika:                                |             |                                   |                               |                                   |
| Benin                                      | 112.620     | 6.787.625                         | 60,3                          | Porto Novo                        |
| Burkina Faso                               | 274.200     | 12.603.185                        | 46,0                          | Ouagadougou                       |
| Elfenbenskysten                            | 322.460     | 16.804.784                        | 52,1                          | Abidjan, Yamoussoukro             |
| Gambia                                     | 11.300      | 1.455.842                         | 128,8                         | Banjul                            |
| Ghana                                      | 239.460     | 20.244.154                        | 84,5                          | Accra                             |
| Guinea                                     | 245.857     | 7.775.065                         | 31,6                          | Conakry                           |
| Guinea-Bissau                              | 36.120      | 1.345.479                         | 37,3                          | Bissau                            |
| Kap Verde                                  | 4033        | 408.760                           | 101,4                         | Praia                             |
| Liberia                                    | 111.370     | 3.288.198                         | 29,5                          | Monrovia                          |
| Mali                                       | 1.240.000   | 11.340.480                        | 9,1                           | Bamako                            |
| Mauretanien                                | 1.030.700   | 2.828.858                         | 2,7                           | Nouakchott                        |
| Niger                                      | 1.267.000   | 10.639.744                        | 8,4                           | Niamey                            |
| Nigeria                                    | 923.768     | 129.934.911                       | 140,7                         | Abuja                             |
| Senegal                                    | 196.190     | 10.589.571                        | 54,0                          | Dakar                             |
| Sierra Leone                               | 71.740      | 5.614.743                         | 78,3                          | Freetown                          |
| Togo                                       | 56.785      | 5.285.501                         | 93,1                          | Lomé                              |
| Østafrika:                                 |             |                                   |                               |                                   |
| Burundi                                    | 27.830      | 6.373.002                         | 229,0                         | Bujumbura                         |
| Djibouti                                   | 23.000      | 472.810                           | 20,6                          | Djibouti                          |
| Eritrea                                    | 121.320     | 4.465.651                         | 36,8                          | Asmara                            |
| Etiopien                                   | 1.127.127   | 67.673.031                        | 60,0                          | Addis Abeba                       |
| Kenya                                      | 582.650     | 31.138.735                        | 53,4                          | Nairobi                           |
| Rwanda                                     | 26.338      | 7.398.074                         | 280,9                         | Kigali                            |
| Somalia                                    | 637.657     | 7.753.310                         | 12,2                          | Mogadishu                         |
| Tanzania                                   | 945.087     | 37.187.939                        | 39,3                          | Dodoma                            |
| Uganda                                     | 236.040     | 24.699.073                        | 104,6                         | Kampala                           |
| Madagaskar                                 | 587.040     | 16.473.477                        | 28,1                          | Antananarivo                      |
| Mauritius                                  | 2040        | 1.200.206                         | 588,3                         | Port Louis                        |
| Seychellerne                               | 455         | 80.098                            | 176,0                         | Victoria                          |
| Comorerne                                  | 2170        | 614.382                           | 283,1                         | Moroni                            |
| Andre områder:                             |             |                                   |                               |                                   |
| Ceuta (tilhører Spanien)                   | 20          | 71.505                            | 3575,2                        | Ceuta by                          |
| Melilla (tilhører Spanien)                 | 12          | 66.411                            | 5534,2                        |                                   |
| Mayotte (tilhører Frankrig)                |             |                                   |                               | Mamoudzou                         |
| Réunion (tilhører Frankrig)                | 2512        | 743.981                           | 296,2                         | Saint-Denis                       |
| Franske Sydterritorier (tilhører Frankrig) |             |                                   |                               | Saint-Pierre                      |
| Sankt Helena (tilhører Storbritannien)     | 410         | 7317                              | 17,8                          | Jamestown                         |
| Tristan da Cunha (tilhører Storbritannien) | 201         | 269                               | 1,3                           | Edinburgh of the Seven Seas       |
| Bouvetøen (tilhører Norge)                 | 49          | 0                                 | 0                             | Ingen                             |

## Billeder
- Afrikanske kulturgenstande (fra Nordisk familiebog 1904-1826).
- Makonde fra Tanzania
- Tam Tam-trommer fra Kamerun
- Dyr, der lever i Afrika